# Quintodecimo
Quintodecimo is een plaats (frazione) in de Italiaanse gemeente Acquasanta Terme.
Het dorpje is gelegen aan de SS4 autoweg die ter plaatse dwars door de Apennijnen snijdt.